# Nioro du Rip
Nioro du Rip è un centro abitato del Senegal, situato nella Regione di Kaolack e capoluogo del Dipartimento di Nioro du Rip.